# Березів Яр (балка)
Березів Яр (рос. Яр Березов) — балка (річка) в Україні у Золочівському районі Харківської області. Права притока річки Уди (басейн Азовського моря).

## Опис
Довжина балки приблизно 7,13 км, найкоротша відстань між витоком і гирлом — 6,28  км, коефіцієнт звивистості річки — 1,14 . Формується декількома балка та загатами.

## Розташування
Бере початок на північній околиці села Петрівка. Тече переважно на південний схід і у північній частині міста Золочіва впадає у річку Уду, праву притоку Сіверського Дінця.

## Цікаві факти
- Біля витоку балки на північній стороні на відстані приблизно 592,44 м пролягає автошлях Т 2301[2] (територіальний автомобільний шлях в Україні, Харків — Дергачі — Золочів — пункт контролю Олександрівка. Проходить територією Дергачівського і Золочівського районів Харківської області.).
- У минулому столітті на балці біля гирла існувала газова свердловина[3].